# Center kraljestva
Center kraljestva (arabsko: مركز المملكة), nekdanji Kingdom Tower, je 99-nadstropni, 302,3 m nebotičnik v Rijadu v Saudovi Arabiji. Ko je bil dokončan leta 2002, je prehitel 267-metrski stolp Faisalija kot najvišji stolp v državi. Od takrat je bil presežen in je od leta 2021 peti najvišji nebotičnik v državi, katerega najvišji stavbi sta Abradž Al Bait Towers in Capital Market Authority Tower. To je tretja najvišja stavba z luknjo na svetu za Svetovnim finančnim centrom v Šanghaju in stolpom 85 Sky Tower v Tajvanu.
Stolp je razvil princ Al-Valid bin Talal, oblikovala pa ga je ekipa Ellerbe Becket in Omrania, ki sta bila izbrana na mednarodnem natečaju za oblikovanje. Stoji na 100.000 kvadratnih metrov velikem zemljišču in vsebuje 57.000 kvadratnih metrov veliko nakupovalno središče Al-Mamlaka, pisarne, hotel Four Seasons Rijad in luksuzna stanovanja. Na vrhu nebotičnika je 65-metrski nebotični most.
Zgornja tretjina stolpa ima obrnjen parabolični lok, na vrhu katerega je javni nebesni most. Nebesni most je 300-tonska jeklena konstrukcija, ki ima obliko zaprtega hodnika z okni na obeh straneh. Po plačilu vstopnine se obiskovalci povzpnejo z dvema dvigaloma, da dosežejo to raven.

## Oblikovanje
Center kraljestva je zasnovalo ameriško arhitekturno podjetje Ellerbe Becket v skupnem podjetju z arhitekturnim in inženirskim podjetjem Omrania and Associates iz Rijada.
Stavba je sestavljena iz stolpa in podesta, sestavljenega iz dveh simetričnih kril. Tloris stolpa v obliki mandljev in ukrivljene oblike dajejo stavbi značilno obliko, ki pomaga ohranjati hladnost, z ozkimi konci, obrnjenimi proti vzhodu in zahodu, kjer je pridobivanje toplote največje. Visoko zmogljiva stenska zavesa, izdelana iz srebrne, čelno spojene odsevne zasteklitve, prav tako pomaga nadzorovati pridobivanje toplote, medtem ko prikrije tri glavne mehanske dele, da ustvari brezhibno fasado.
Na vrhu stolpa je obrnjen lok prepleten s steklenim nebesnim mostom, na katerem je javna razgledna ploščad. Velika odprtina omogoča, da se stavba dvigne višje od omejitve višine – 30 zasedenih nadstropij –, ki jo določajo lokalni zakoni. Njegovo zasnovo so navdihnile ikonične strukture z vsega sveta, vključno s Gateway Archom v St. Louisu, pristaniškim mostom v Sydneyju in Eifflovim stolpom.
Od podnožja do vrha ima stolp 13 nadstropij pisarn, 10 nadstropij hotela, pet nadstropij luksuznih stanovanj in dodatne pisarniške prostore na vrhu.
V vzhodnem delu podija je nakupovalno središče Al-Mamlaka, ki obsega več kot 150 trgovin, razdeljenih na tri nivoje – prvi je namenjen mladim, drugi modi in pohištvu, tretji nivo pa je rezerviran za ženske. V zahodnem krilu so prostori za dogodke in zabavo.

### Struktura
Center kraljestva je zgrajen na štiri metre debelem in 3100 kvadratnih metrov velikem splavnem temelju. Njegova konstrukcija je sestavljena iz dveh sistemov: armiranobetonskih stebrov, nosilcev in jedra za prvih 180 metrov ter konstrukcije iz jeklenega cevnega okvirja za preostalo višino stavbe.

### Mehanski sistemi
Večdelni mehanski sistem je bil ustvarjen za prilagoditev programa mešane rabe stavbe.
Stolp hladi centralna naprava za hlajenje vode, ki jo podpira sistem za shranjevanje toplotne energije, ki zagotavlja 5000 ton hladilne zmogljivosti. Ta sistem shranjevanja se uporablja v najbolj vročih urah dneva, kar omogoča stavbi, da prestavi proizvodnjo hladnega zraka na ure izven konic, ko je povpraševanje po električni energiji najmanjše.
Strukture oskrbujejo ločeni mehanski sistemi, zasnovani tako, da ustrezajo potrebam edinstvenih programov stavbe. Sistemi, ki se uporabljajo za hlajenje teh prostorov, vključujejo spremenljivo količino zraka, konstantno prostornino in ventilatorske konvektorje.